# Eta Muscae
Eta Muscae ( η Muscae, förkortat Eta Mus,  η Mus) som är stjärnans Bayerbeteckning, är en multippelstjärna belägen i den östra delen av stjärnbilden Flugan. Den har en kombinerad skenbar magnitud på 4,77 och är synlig för blotta ögat där ljusföroreningar ej förekommer. Baserat på parallaxmätning inom Hipparcosuppdraget på ca 8,5 mas, beräknas den befinna sig på ett avstånd på ca 406 ljusår (ca 124 parsek) från solen.

## Egenskaper
Eta Muscae A är en blå till vit stjärna i huvudserien av spektralklass B8 V. Den har en radie som är ca 3,4 gånger större än solens och utsänder från dess fotosfär ca 73 gånger mera energi än solen vid en effektiv temperatur på ca 10 850 K.
Eta Muscae är ett multipelstjärnsystem där de två huvudkomponenterna bildar en förmörkelsevariabel med en variation på 0,05 magnituder och en period på 2,39 dygn. Längre bort finns två stjärnor av magnitud 7,3 respektive 10 med beteckning Eta Muscae B och C. Det är oklart om dessa stjärnor är gravitationellt bundna till huvudparet.